# Nils Hörjel
Nils Johan Hörjel, till 1942 Nilsson, född 11 mars 1917 i Lilla Isie församling i Malmöhus län, död 8 mars 2006 i Engelbrekts församling i Stockholm, var en svensk ämbetsman och handbollsspelare.

## Biografi

### Ämbetsman
Hörjel avlade studentexamen i Ystad 1936. Han avlade juris kandidat-examen vid Lunds universitet 1941, varpå han genomförde tingstjänstgöring i Färs domsaga 1941–1942 och i Södersysslets domsaga 1942–1944. Därefter var han länsnotarie vid länsstyrelsen i Kristianstads län 1944–1945 och vid länsstyrelsen i Värmlands län 1945–1952. Han tjänstgjorde i Ecklesiastikdepartementet 1952–1958: som kanslisekreterare 1952–1953, som budgetsekreterare 1953–1955 och som byråchef 1955–1958. Åren 1958–1964 var han statssekreterare i Kommunikationsdepartementet  och som sådan utredde han samordningen av kollektivtrafiken i Stockholms län. Efter Hörjelöverenskommelsen 1964 ombildades AB Stockholms Spårvägar 1967 till AB Storstockholms Lokaltrafik.
Han var generaldirektör och chef för Postverket 1965–1973 och landshövding i Malmöhus län 1973–1984. Hörjel var därtill civilbefälhavare i Södra civilområdet 1973–1984.
Hörjel var dessutom ordförande i ett tjugotal statliga utredningar om universitetsutbildning, transportväsende, vägtrafikbeskattning, marknadsföring och reklam, radio, TV och video, fasta förbindelser över Öresund, finansiering av den kollektiva länstrafiken med flera. Han blev teknologie hedersdoktor vid Lunds universitet 1983. Han var även styrelseordförande i Linjeflyg AB 1965–1989, Swedair AB 1972–1992, Svenska Radioaktiebolaget och Ericsson Radio Systems AB 1974–1987 samt Skansen 1966–1980. Han var också förlikningsman och ordförande i medlingskommissionen i arbetstvister 1974–1991.
Hörjel var initiativtagare till företagsbyn Ideon i Lund och spelade en betydelsefull roll då Svenska Radioaktiebolaget blev ett helägt Ericssonföretag under namnet Ericsson Radio Systems AB och bolagets forskning- och utvecklingsverksamhet för mobiltelefoner flyttades till Ideon.

### Handbollsspelare
Nils "Juve" Nilsson (från 1942 Hörjel även i idrottsammanhang) var i sin ungdom landslagsspelare i handboll och spelade sex landskamper för Sverige 1938–1940. Han är Stor grabb, eftersom det krävdes endast fem landskamper vid denna tid. Han representerade på klubbnivå Ystads IF, IK Vinco, IFK Lund, IFK Kristianstad och Karlstad BIK. Han blev svensk militärmästare 1942, spelade också för Södra skånska infanteriregementets IF och karriären började 1932 som kantspelare i Ystads högre allmänna läroverks B-lag.